# 第4近卫坦克师
获得列宁勋章和红旗勋章的坎捷米罗夫卡第4近卫坦克师（羅馬化：4-ya gvardeyskaya tankovaya Kantemirovskaya diviziya imeni YU. V. Andropova，直译：以Y. V. 安德罗波夫命名的第4近卫坎捷米罗夫卡坦克师），简称第4近卫坦克师或近卫第4坦克师，是隶属俄罗斯陆军的精锐近卫师。
该师是西部军区的一支重要部队，部队代号为19612。该师总部设在莫斯科州的納羅-福明斯克，距离莫斯科约70（43英里）。在2022年全面爆发的乌俄战争中，该师在战争开始阶段负责自乌克兰苏梅州向首都基辅发动突击。结果遭乌军第93机械化旅等部队迫退，被摧毁缴获大量装备。

## 历史

### 第二次世界大战
第4近卫坦克师的前身是苏联红军的第17坦克军，后者于巴巴羅薩行動开始后成立于斯大林格勒。1942年6月26日，第17坦克军被部署在西沃罗涅日，第一次参加的战斗是沃羅涅日戰役。由于在12月的小土星行動中表现突出，被授予近卫称号，改编为第4近卫坦克军。此外，该军还因为其坦克团解放坎捷米罗夫卡而获得“坎捷米罗夫卡军”的尊称。
1943年8月，该军一直在别尔哥罗德-哈爾科夫一线参与库尔斯克会战的战斗。其后，该军因1944年4月在右岸烏克蘭英勇战斗而被授予紅旗勳章。其所属的17个团营因在茲巴拉日、捷尔诺波尔和舍佩蒂夫卡等地英勇作战而分别获得以该地名命名的尊称。
1945年，第4近卫坦克军参与了克拉科夫的战斗，并因此被授予列寧勳章。该军是第一批跨过易北河的部队，还参与了德累斯顿附近的战斗。随后又被突然部署到捷克斯洛伐克参与布拉格攻勢。
将士在战时表现出的勇气使得该军所属各单位获得了23项嘉奖，军工作人员受到18次最高统帅部的正式感谢，32人被授予蘇聯英雄称号，超过2万名士兵获得过奖励和奖章，其中有5人获得过全部三级光榮勳章。
1945年6月14日，第4近卫坦克军被改编为第4坎捷米罗夫卡近卫坦克师。1945年9月13日被划归莫斯科军区，随后被部署到納羅-福明斯克，也是该师此后的屯駐地。

### 二战后及冷战
1946年9月11日，该师参加莫斯科红场举行的坦克兵节。1953年5月23日，该师进行改编：原第3步兵团改编为第119近卫机械化步兵团，原第264近卫迫击炮团和榴弹炮营重组为第275自行火炮团，第76独立摩托化营改编为侦察营。

### 乌俄战争
2022年俄国全面入侵乌克兰开始后，俄第4近卫坦克师从苏梅州附近的乌俄边境发动突袭，结果遭乌克兰武装部队迫退，撤回俄国休整。公开来源情报显示俄军中仅有该师装备的T-80U坦克至少有77台在此役中被毁或被俘。一些估计甚至认为该师损失了高达80%的装备。该师装备的T-80UK指挥坦克和俄国唯一一辆试验性的T-80UM2坦克亦遭击毁。随后，乌克兰第93机械化旅在5月9日于前线举行的胜利日阅兵中展示了多辆缴获自第4近卫坦克师的T-80坦克。
3月26日，乌克兰军情局的消息指出，俄第4近卫坦克师下属第13近卫坦克团团长因战败开枪自杀。

## 目前的组织架构

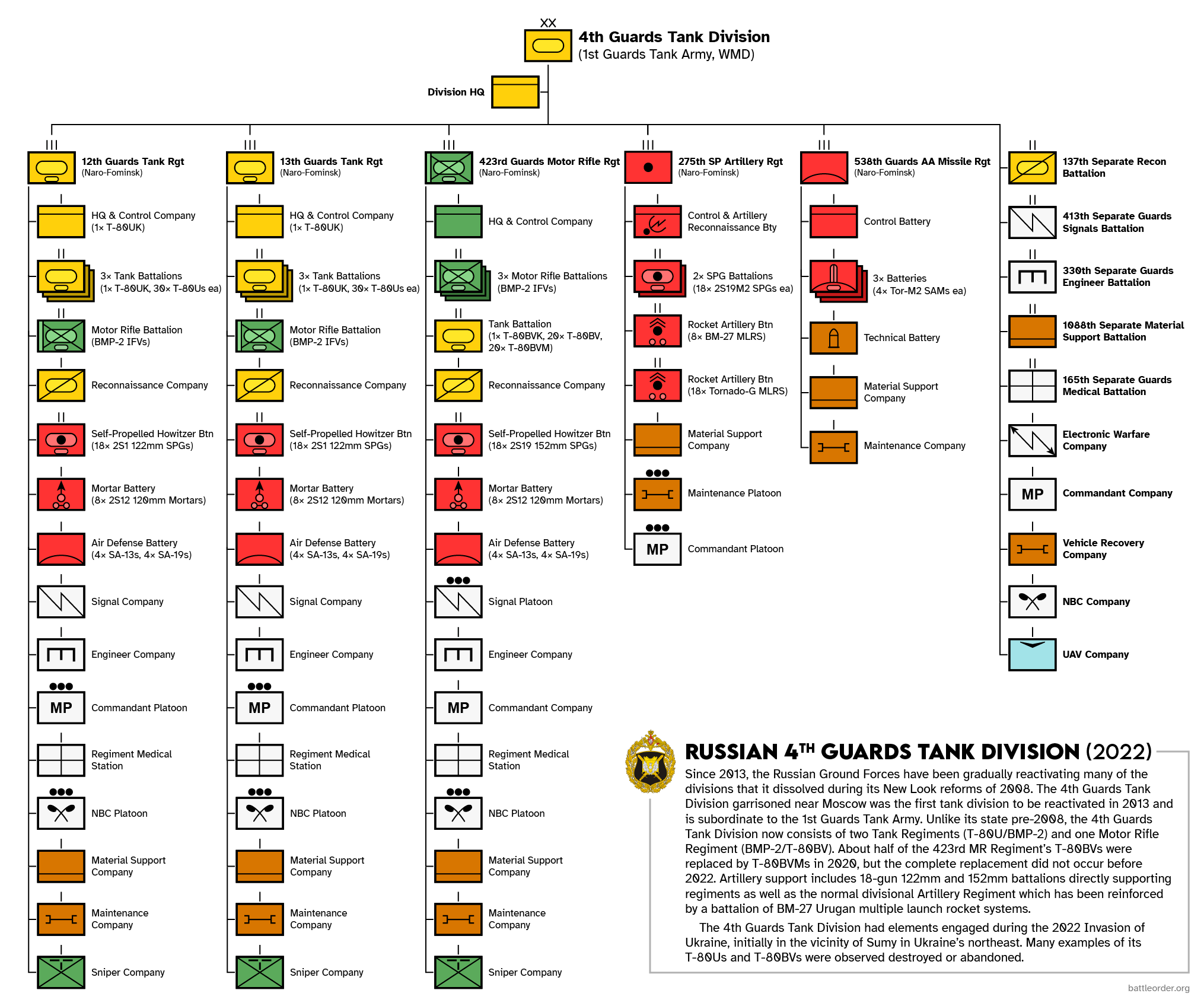
第4近卫坦克师的架构

目前，第4近卫坦克师下辖一个指挥部旅，两个坦克团，一个摩托化步兵团，一个炮兵团，一个防空导弹团，一个侦察营以及数个战斗支援单位。战争研究所的一份报告称该师2018年3月时构成为：
- 师团指挥部，驻扎于納羅-福明斯克，上校奥列格·图利诺夫（部队代号19612）
  - 第137侦察营，驻扎于納羅-福明斯克
  - 第165医疗营，驻扎于納羅-福明斯克
  - 第413通讯营，驻扎于納羅-福明斯克
  - 第330工程营，驻扎于納羅-福明斯克
  - 第1088后勤营，驻扎于納羅-福明斯克
- 第12近卫坦克团（俄语：12-й гвардейский танковый полк），驻扎于納羅-福明斯克[30]
- 第13近卫坦克团（英语：13th Guards Tank Regiment），驻扎于納羅-福明斯克[31]
- 第423近卫摩托化步兵团（英语：423rd Guards Yampolsky Motor Rifle Regiment），驻扎于納羅-福明斯克
- 第275自行火炮团，驻扎于納羅-福明斯克
- 第538近卫防空导弹团，驻扎于納羅-福明斯克

哈里斯和卡根在报告中将驻扎在斯摩棱斯克的第49防空导弹旅也算作了该师的一部分，但一般来说俄罗斯的师级部队只会有一支防空团。
2008年时，第4近卫坦克师有约12000名士兵。

## 战斗嘉奖
| 奖章 | 奖章名   | 授予年份 | 地点     |
| ---- | -------- | -------- | -------- |
|      | 列寧勳章 | 1944     | 克拉科夫 |
|      | 紅旗勳章 | 1944     | 乌克兰   |